# 陳毓襄
陳毓襄（英語：Gwhyneth Chen；1970年7月29日—），是一位臺灣裔美籍古典鋼琴家。

## 生平
陳毓襄出生於新竹。早年師事中國文化大學彭聖錦教授，並在其鼓勵下赴美。1980年，國小四年級時，和家人移居美國洛杉磯。定居美國後，先是向師承約瑟夫·勒溫的羅伯特·特納（Robert Turner）學習，再跟隨許納貝爾嫡傳奧柏·徹寇到高中畢業。12歲時，贏得全美五十州鋼琴比賽少年組首獎；三年後再度獲獎，創下贏得少年組與青年組比賽首獎的紀錄。高三，茱莉亞學院院長Joseph W. Polisi博士到美國西區主持分區入學考試時，當場授與其獎學金至該校就讀。陳毓襄在茱莉亞由馬丁·卡寧指導至碩士畢業；就讀期間，也跟隨拜倫·堅尼斯和殷承宗學習，並獲得1990年柴可夫斯基國際鋼琴大賽最佳女性獎以及1992年普羅高菲夫國際鋼琴大賽銅獎。
1993年，陳毓襄參加波哥雷里奇國際鋼琴大賽，為最年輕的參賽者，並贏得首獎以及獎金100,000美元。賽後，受波哥雷里奇夫婦之邀請，至家中親自指導，且維持亦師亦友的關係。

## 個人生活
陳毓襄信仰佛教。她將演奏功力歸功於茹素和氣功：前者促進對音樂的思緒；後者訓練彈奏的力道。

## 專輯
- 《Stravinsky: Petrouchka, Scriabin: Fantasy》（1999；ProPiano）
- 《珍愛的蕭邦 / Chopin Favorites》（2010；奇美）
- 《李斯特超技練習曲 / Liszt: Études d'exécution transcendante》（2019；奇美）

## 獲獎
| 年分 | 獎項             | 類別       | 作品                  | 結果 |
| ---- | ---------------- | ---------- | --------------------- | ---- |
| 2011 | 第22屆傳藝金曲獎 | 最佳演奏獎 | 《陳毓襄 珍愛的蕭邦》 | 獲獎 |
| 2020 | 第31屆傳藝金曲獎 | 最佳演奏獎 | 《李斯特超技練習曲》  | 提名 |

## 外部連結
- 官方网站
- 陳毓襄的Facebook專頁